# Little Sister (piosenka Elvisa Presleya)
Little Sister – piosenka napisana przez Doc Pomusa i Morta Shumana. W roku 1961 została wydana na singlu, który zawierał wykonanie Elvisa Presleya.
Little Sister nagrali też Dwight Yoakam, Robert Plant, The Staggers, Pearl Jam i Ry Cooder.